# Carruanthus
Carruanthus es un género con seis especies de plantas de flores perteneciente a la familia Aizoaceae.

## Taxonomía
Carruanthus fue descrito por   Schwantes, y publicado en Zeitschrift für Sukkulentenkunde. Berlin 3: 106. 1927. La especie tipo es: Carruanthus caninus (Lam.) Schwantes (Mesembryanthemum caninum Lam.)

## Especies
- Carruanthus albidus
- Carruanthus caninus
- Carruanthus cookii
- Carrunthus paucidentatus
- Carruanthus peersii
- Carruanthus ringens